# Mariakerk (Winsum)
De Mariakerk van Winsum is een kerkgebouw in de gemeente Waadhoeke in de Nederlandse provincie Friesland.

## Beschrijving
De kerk, oorspronkelijk gewijd aan Maria, staat op een terp. De zaalkerk met driezijdige koorsluiting heeft een kern uit de 16e eeuw en een noordgevel uit de 18e eeuw. In circa 1880 werd de kerk ommetseld en de zadeldaktoren vervangen door een vlakopgaande toren met ingesnoerde torenspits. Het hekwerk om het kerkhof uit de 19e eeuw is een rijksmonument. Het kerkorgel uit 1875 is gemaakt door Willem Hardorff. Tijdens een renovatie in 1977 zijn diverse oude elementen uit de kerk vervangen.

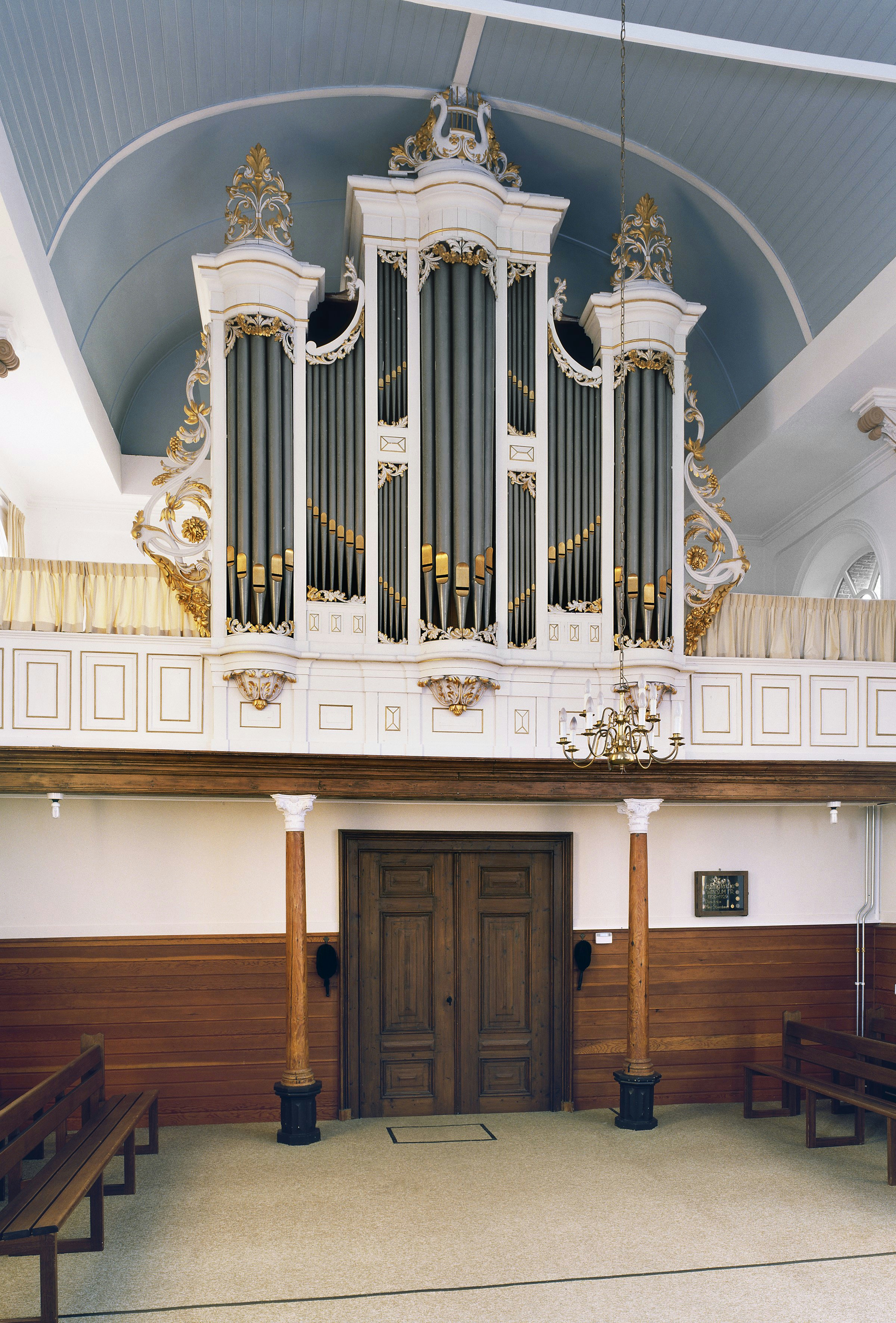
Interieur met orgel (2005)
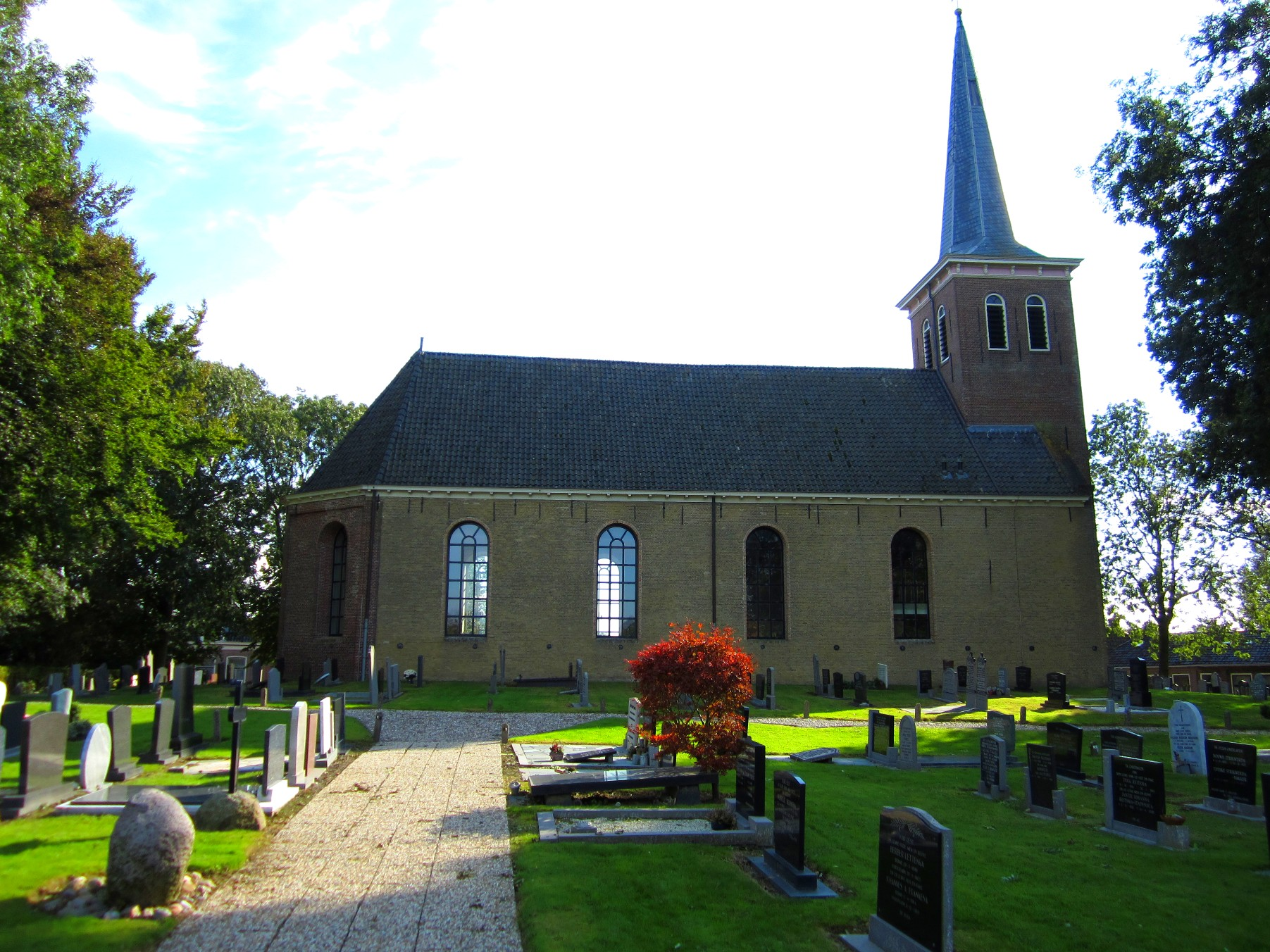
kerk in 2017